# Kartak z Lismore
Kartak z Lismore (ur. ok. 555, zm. 14 maja 637 w Lismore) – irlandzki biskup, święty.

## Biografia
Urodził się ok. 555 roku jako Mochuta z ludu Ciarraighe, zamieszkującego obszar obecnego hrabstwa Kerry na południu Irlandii. Młodość spędził jako pasterz świń w pobliżu Castlemaine. Następnie wstąpił do wspólnoty mniszej, gdzie zetknął się ze św. Kartakiem starszym. Odtąd zaczął używać jego imienia. Po zdobyciu wykształcenia przyjął święcenia kapłańskie. Od 580 roku zaczął wieść życie pustelnicze w Kiltallagh. Około roku 594, przymuszony przez zazdrosnych o popularność biskupów miejsca, przeniósł się do Bangor w Irlandii Północnej. Za namową św. Kongala powrócił jednak na południe. Przebywał w Kilcarragh, Kilfeighney, Waterford, Clonfert-molua (Kyle) i Lynally. W 595 roku sam założył klasztor w Rathin (irl. Raithean). Napisał dla gromadzących się naśladowców surową regułę. Kartak był opatem wspólnoty przez czterdzieści lat. Żywotność wspólnoty wzbudzała zazdrość. Podmówiony książę wypędził mnichów, którzy wraz z Kartakiem znaleźli schronienie w Lismore nad rzeką Blackwater, zakładając w 635 roku nowy klasztor. Kartak był pierwszym biskupem Lismore. Biskup Kartak zmarł w Lismore 14 maja 637 roku. Grób został odnaleziony w 1891 roku. Kult świętego potwierdził papież Leon XIII 19 czerwca 1902 roku.

### Dzień obchodów
Wspomnienie liturgiczne w Kościele katolickim obchodzone jest 14 maja w dies natalis, w Irlandii przeniesione na 15 maja ze względu na obchodzone 14 maja wspomnienie św. Macieja Apostoła.